# Чол
Чол (иногда Чжор) — река на северо-востоке КНР, правый и самый крупный приток реки Нэньцзян (бассейн рек Сунгари и Амур).

## Гидрография
- длина — 610 км
- площадь бассейна — примерно 24 тыс. км²
- средний расход воды — примерно 70 м³/с
- период ледостава — 5—6 месяцев

Истоки находятся в горах Большого Хингана, в верхнем и среднем течении протекает по горно-холмистой местности, в нижнем течении — по равнине Сунляо. Впадает в реку Нэньцзян несколькими рукавами (два основных). Дебет стока характеризуется выраженной сезонностью, максимум в весенний период таяния снегов и летом во время муссонных дождей, минимум в зимний период. Ранее использовалась для лесосплава, в нижнем течении возможно плавание маломерных судов.